# Kaplica św. Barbary w Krywałdzie
Kapliczka św. Barbary w Krywałdzie – najstarszy budynek sakralny w Knurowie. Wybudowana została w 1897 z funduszy Pauliny Güttler, właścicielki miejscowej prochowni. Kapliczka została zbudowana w stylu neogotyckim z cegły klinkierowej.
30 maja 2011 ukończono jej renowację. Przed renowacją z wnęk kapliczki skradziono figury świętych oraz dzwon odlany przez Mikołaja Szymę, a spadający konar powalił jedną z wieżyczek. Przed wojną kapliczka codziennie o 18:00 wzywała wiernych do modlitwy.